# Hipparchia orchomenos
Hipparchia orchomenos är en fjärilsart som beskrevs av Hans Fruhstorfer 1911. Hipparchia orchomenos ingår i släktet Hipparchia och familjen praktfjärilar. Inga underarter finns listade i Catalogue of Life.